# بالحناه
بالحناه (به انگلیسی: Balhannah) یک شهرک در استرالیا است که در استرالیای جنوبی واقع شده‌است.